# Матос (Карфаген)
Ма́тос (также Ма́то и Матон; др.-греч. Μάθως) — наёмник на службе Карфагена, ставший одним из вождей мятежников в ходе Ливийской войны 240—238 годов до н. э.
По происхождению ливиец. Участвовал в боевых действиях на Сицилии в ходе Первой Пунической войны. Когда среди наёмников началось брожение, активно поддержал Спендия, доказывая землякам, что после получения жалованья иноземными воинами и их отъезда карфагеняне обрушат весь свой гнев на ливийцев. Быстро завоевал популярность, возглавив вместе со Спендием мятежников. В ходе переговоров с наёмниками, которые вымогали всё новые выплаты, карфагенский командующий Гисгон в запальчивости предложил им потребовать денег «от вождя своего, Матоса». Это привело к открытому бунту: Гисгон и другие карфагеняне были закованы в цепи, а деньги и имущество разграблены.
Однако, перейдя в фазу вооружённого конфликта, действия наёмников постепенно стали утрачивать черты обычного солдатского бунта, превращаясь в мощное движение угнетаемых карфагенянами ливийцев. Матос и его соратники обратились к ливийским городам с призывом бороться за свою свободу. В лагерь у Тунета отовсюду потянулись отряды ливийских воинов, обозы с продовольствием и другими припасами. Энтузиазм был настолько велик, что люди жертвовали для победы всё свое имущество и даже женские украшения. В руках Матоса и Спендия оказались огромные деньги; они не только уплатили своим товарищам жалованье, но и сохранили значительные средства на будущее. Всего в армию влилось, по словам Полибия, около 70 000 ливийцев.
Матос отрезал Карфаген от его континентальных владений, заняв войсками труднопроходимые холмы и построив укрепления у единственного моста через Меджерду (древнее название — Баграда, у Полибия — Макара), после чего сам занялся осадой Гиппакрита. Склонял нумидийцев «не терять случая к восстановлению своей свободы». Когда карфагенянам благодаря решительным действиям Гамилькара Барки удалось прорвать блокаду и в 240 году до н. э. разбить мятежников в крупном сражении, советовал Спендию и Автариту держаться вблизи неприятеля, но избегать равнин, чтобы не давать преимущества сильной карфагенской коннице и боевым слонам.
В следующем году Матос вместе со Спендием командовал осадой столицы Карфагенской державы, но был вынужден снять её, поскольку карфагенянам удалось отрезать вражеское войско от подвоза продовольствия. После того, как Спендий, Автарит и Зарзас попали в плен в ходе битвы в ущелье Пилы, остался единственным вождём восставших и был осаждён в Тунете. В ходе обороны этого города произвёл успешную вылазку, нанеся большие потери врагу и захватив вражеского полководца Ганнибала: последний после пыток был распят на том же кресте, на котором незадолго до того для устрашения осаждённых был казнён Спендий.
Матос продолжил борьбу, но был разгромлен мобилизовавшими все силы карфагенянами в решающем сражении у Лептис-Минора и взят в плен, после чего принял участие в «триумфальном шествии» карфагенского войска и в 237 году до н. э. был забит до смерти.

## В культуре
Матос является персонажем романа Г. Флобера «Саламбо» (1862) и его театральных адаптаций и экранизаций, а также романа Гисперта Хаафса «Ганнибал» (1989).